# Ferrissia tenuis
Ferrissia tenuis, es una especie de caracol de agua dulce o lapa, un gasterópodo acuático de la familia Planorbidae.

## Distribución

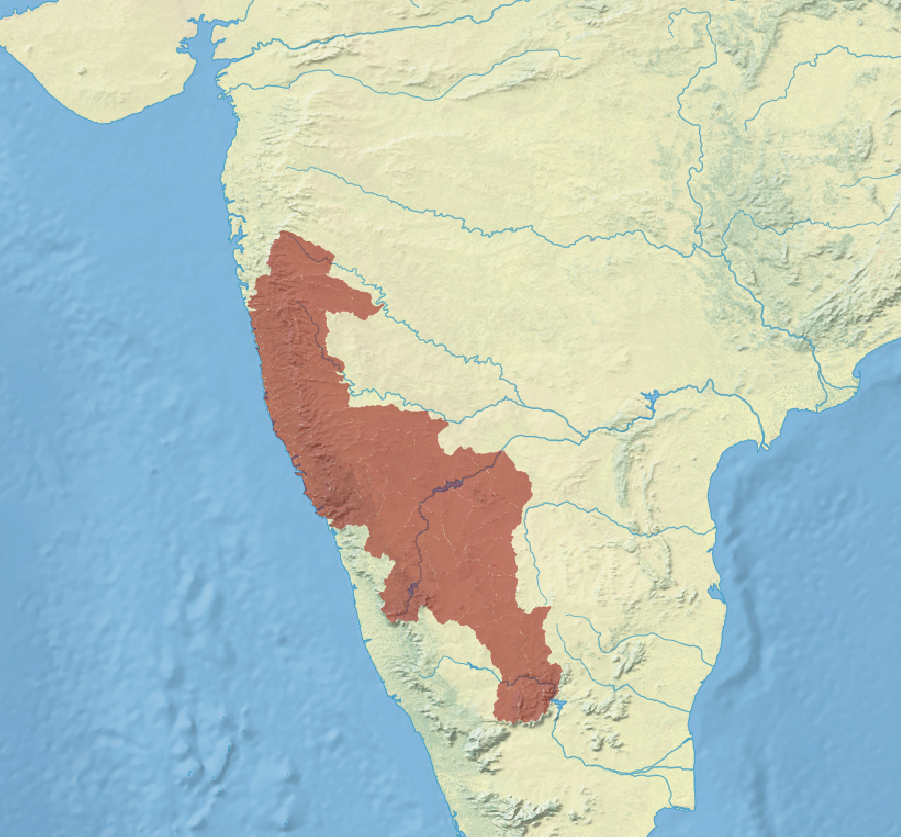
Mapa de distribución de Ferrissia tenuis.

Esta especie se encuentra en India.

## Ecología
Se desconoce la tendencia poblacional de esta especie.
Ferrissia tenuis se considera un huésped sospechoso de Schistosoma haematobium en India.